# Austrieci
Austriecii (în germană Österreicher) sunt un popor etnic german a cărui origine se găsește în vestul Europei centrale, în Austria.
Termenul de austrieci a fost aplicat populației Austriei habsburgice în secolul al XVII-lea sau al XVIII-lea.

## Nume
Cuvântul austriac este un derivat al numelui propriu Austria, care este o latinizare a Österreich, numele german pentru Austria. Acest cuvânt este derivat din Ostarrîchi, care apare pentru prima dată în 996. Aceasta, la rândul său, este, probabil, o traducere a Marcha Orientalis latină, care înseamnă "frontieră de est" (și anume delimitarea frontiera de est a Sfântului Imperiu Roman). A fost o marcă a Marelui Ducat de Bavaria, condus de către Casa de Babenberg de la AD 976. În secolul al 12-lea, în temeiul Orientalis Marcha Babenbergs a devenit independent de Bavaria. Ceea ce este astăzi cunoscut sub numele de Austria Inferioară corespunde cu Orientalis Marcha, în timp ce Austria Superioară corespunde cu jumătatea de est a teritoriului de bază din Bavaria (jumătatea de vest care face parte din landul german Bavaria).
Adjectivul austriac intră în limba engleză, în secolul al 17-lea, la data de trimitere a Austriei habsburgice. Ca substantiv, austriecii pare oarecum mai târziu, în a doua jumătate a secolului al 17-lea, la început, în sensul de "membri ai filialei austriece a Casei de Habsburg" (ramura junior emergente din divizarea dinastică în Habsburgii austrieci și spanioli în 1521), dar din secolul 18, de asemenea, "un nativ sau locuitor din Austria".

## Istorie
În antichitate popoarele germanice, „barbare”, erau grupate în mai multe triburi, precum alemani, saxoni, frizi și bavari, care au luptat împotriva Imperiului Roman, unul dintre motivele pentru care romanii nu au reușit niciodată să cucerească toate teritoriile locuite de germani.
Începând cu secolul al VI-lea teritoriile locuite de germani au fost incluse în statul franc. În anul 962 s-a înființat „Sfântul Imperiu Roman”, devenit ulterior „Sfântul Imperiu Roman de Națiune Germană”.
Începând cu secolul al XI-lea orașele au căpătat o importanță politică din ce în ce mai mare, iar germanii au întemeiat multe oraș-state. Abia în secolul al XVIII-lea s-au impus două imperii, Austria și Prusia, care au căutat, fiecare separat, unitatea germanilor.
Austria a ajuns zguduită de revoltele continue, de războiul de unitate al Italiei și de cel cu Prusia. Deși ungurii au plănuit o răscoală, ei au acționat cerând o monarhie dublă și astfel s-a format Austro-Ungaria prin împărțirea imperiului în Cisleithania (Austria) și Tisleithania (Ungaria).
După prăbușirea Austro-Ungariei din lndurile austriece s-a format Austria Germană, o republică independentă. Fascismul ajunge și în Austria prin intermediul Italiei, formându-se un stat marionetă. Dar curând Austria este anexată prin forța, Anschluss de către Germania Nazistă.

## Limba oficială
Limba oficială este germana, (standardul utilizat este numit germană austriacă, deoarece germana este considerată o limbă pluricentrică astăzi). Germana austriacă este definită de dicționarul austriac (Österreichisches Wörterbuch), publicat sub autoritatea ministerului de educație, artă și cultură. Astfel, toate site-urile, anunțuri oficiale și de cele mai multe mass-media sunt realizate în Austria germană. Limbile minorităților sunt: slovena, croata și maghiara sunt vorbite și recunoscute oficial.